# Günther Ruprecht (Politiker)
Günther Ruprecht (* 1977) ist ein österreichischer Politiker der Österreichischen Volkspartei (ÖVP). Seit dem 17. Oktober 2023 ist er vom Landtag Steiermark entsandtes Mitglied des Bundesrates.

## Leben

### Ausbildung und Beruf
Günther Ruprecht besuchte nach der Volksschule die Hauptschule in Unterpremstätten und 1991/92 den Polytechnischen Lehrgang. Anschließend absolvierte er von 1992 bis 1995 eine Lehre zum Einzelhandelskaufmann mit Schwerpunkt Sportartikel. 1997/98 leistete er den Zivildienst. Von 1998 bis 2004 war er im Handel tätig. Ruprecht wurde der Berufstitel Kommerzialrat verliehen, er ist verheiratet und Vater zweiter Kinder.

### Politik
Von 2004 bis September 2015 war er ÖVP-Bezirksgeschäftsführer in der Südoststeiermark. Im Oktober 2015 wurde er Landesgeschäftsführer des Österreichischen Arbeitnehmerinnen- und Arbeitnehmerbundes (ÖAAB) Steiermark, wo er im November 2022 die Funktion des geschäftsführenden Landesobmannes übernahm. Im Juni 2023 wurde er als Nachfolger von Christopher Drexler zum Landesobmann des steirischen ÖAAB gewählt.
Im Mai 2023 wurde er Geschäftsführer der Denkfabrik Modell Steiermark der ÖVP Steiermark. Im Landesvorstand der Fraktion Christlicher Gewerkschafter (FCG) sowie im Landesvorstand des Österreichischen Gewerkschaftsbundes (ÖGB) Steiermark wurde er 2015 Mitglied. In der steirischen Arbeiterkammer (AK) fungiert er als Kammerrat.
Bei der Landtagswahl in der Steiermark 2019 kandidierte er auf Platz 13 der ÖVP-Landesliste. In der XVIII. Gesetzgebungsperiode wurde er mit 17. Oktober 2023 vom Landtag Steiermark in den Bundesrat entsandt. Er folgte Karlheinz Kornhäusl nach, der als Landesrat in die Landesregierung Drexler wechselte. Im Juni 2025 wurde er zum Vizepräsidenten des Bundesrats ab dem 1. Juli 2025 gewählt.